# Manuel Peñalver
Manuel Peñalver Aniorte (Torrevieja, 10 de dezembro de 1998) é um ciclista profissional espanhol. Desde 2019 corre para a equipa espanhol Burgos-BH de categoria UCI ProTeam.

## Palmarés
- 2018
  - 1 etapa do Tour da China I

## Equipas
- Trevigiani Phonix-Hemus 1896 (2018)
- Burgos-BH (2019-)